# Marco van Alphen
 Marco van Alphen  (4 november 1963) is een voormalig Nederlands profvoetballer die onder contract stond bij FC Den Haag.

## Clubcarrière

### FC Den Haag
Marco van Alphen speelde in acht seizoenen 204 officiële wedstrijden (competitie/beker/Europa Cup) voor FC Den Haag, waarin hij zes doelpunten wist te maken. Met FC Den Haag promoveerde van Alphen tweemaal naar de Eredivisie (1985/86, 1988/89), maar degradeerde ook één keer terug naar de Eerste Divisie (1987/88). In 1986/87 speelde van Alphen de bekerfinale in Den Haag tegen Ajax, die FC Den Haag met 2-4 na verlenging verloor. Omdat Ajax de Europa Cup II in 1986/87 won, mocht FC Den Haag in 1987/88 ook deelnemen aan het Europa Cup II-toernooi.

## Clubs
| seizoen     | club        | land        | competitie     | wed. | dlp. |
| ----------- | ----------- | ----------- | -------------- | ---- | ---- |
| 1983/84     | FC Den Haag | Nederland   | Eerste divisie | 14   | 0    |
| 1984/85     | FC Den Haag | Nederland   | Eredivisie     | 29   | 1    |
| 1985/86     | FC Den Haag | Nederland   | Eerste divisie | 36   | 1    |
| 1986/87     | FC Den Haag | Nederland   | Eredivisie     | 34   | 2    |
| 1987/88     | FC Den Haag | Nederland   | Eredivisie     | 25   | 1    |
| 1988/89     | FC Den Haag | Nederland   | Eerste divisie | 14   | 2    |
| 1989/90     | FC Den Haag | Nederland   | Eredivisie     | 20   | 0    |
| 1990/91     | FC Den Haag | Nederland   | Eredivisie     | 4    | 0    |
| Club totaal | Club totaal | Club totaal | Club totaal    | 178  | 6    |